# Cerco de Recife (1630)
O Cerco de Recife foi uma batalha entre forças holandesas e portuguesas perto da atual Recife, capital de Pernambuco, Brasil em 1630.
No verão de 1629, os holandeses cobiçaram um novo interesse em conquistar a Capitania de Pernambuco, a maior e mais rica área produtora de açúcar do mundo naquela época.
A frota holandesa de 65 navios era liderada por Hendrick Corneliszoon Loncq. A Companhia Holandesa das Índias Ocidentais ganhou o controle de Olinda em 16 de fevereiro de 1630, e a de Recife e da ilha de Antonio Vaz (em frente à cidade) em 3 de março.
Isso deu início às invasões holandesas no Brasil, que levaria os batavos a estabelecer uma colônia chamada Nova Holanda e terminaria com os portugueses recuperando suas posses capturadas em 1654.